# Murray Bowen
Murray Bowen (ur. 1913, zm. 1990) – amerykański psychiatra, profesor Uniwersytetu w Georgetown. Był pionierem terapii rodzinnej, twórcą terapii systemowej oraz teorii systemów rodzinnych. Działalność naukowa Bowena wpisuje się w nurt psychologii systemowej.